# مصحف عثمان طه
مصحف عثمان طه هو مصحف خطه عثمان طه بالخط الكوفي حسب قراءة ورش وقراءات أخرى.

## وصف المصحف
نُسخ هذا المصحف على طريقة ورش وهي الطريقة الأساسية لتلاوة القرآن الكريم المتبعة في شمال أفريقيا .
وقد كتب هذا المصحف الخطاط عثمان طه (ت 1934م) على طريقة الأزرق (1208 – 1276م).
أُنتِج هذه المخطوطة في 573 صفحة، تحتوي كل منها على 15 سطرًا من الآيات القرآنية.

## الطبعات
مُلَّاك الدار الشامية في سوريا يملكون حقوق طباعة النسخة الأولى من القرآن الكريم التي كتبها لهم عثمان طه في عام 1970.
وقد طُبِع هذا المصحف مرة أخرى في المدينة المنورة لأول مرة، بعد إجراء إصلاحات طفيفة على الطبعة الأولى من الدار الشامية ، على يد لجنة مراجعة المصاحف ، التي أخذت الإذن بإعادة طبعه من المطبعة السورية الأصلية.
ابتداءً من سنة 1415هـ أصدرت مطبعة المصحف الأفريقي نسخةً انتشرت في مختلف أنحاء القارة الأفريقية، وظهرت في بغلاف فخم وجميل جدًّا بخط عثمان طه وكانت نسخةً طبق الأصل من النسخة الأولى من الدار الشامية في سوريا.
كما قامت دولة الكويت بإصدار مصحف الكويت ، اعتمادًا على طبعة المصحف الأفريقي ، في طبعة فاخرة جميلة، مع إجراء بعض التعديلات الطفيفة على بعض علامات الضبط
.

## طالع أيضًا
- التلاوات العشر